# Cum annexis
Cum annexis (ofte forkortet til c.a.) er et latinsk udtryk, og det betyder: noget der følger med, med tilbehør, eller noget i den stil (også: cum omnibus annexis, med alt tilbehør).
Udtrykket bliver ofte brugt i juridiske sprogbrug. Det bruges, for eksempel, til at påpege at de vedhæftede filer i et e-mail-hoveddokument hører til.
Ordet blev især i Nederlandene brugt til at angive et kommunenavn, hvor hovedstaden i denne kommune fik forkortelsen c.a. bag navnet, der står for de tilsvarende kerner.
Velkendte eksempler på dette er:
- Nederlandene: Etten c.a. der senere kom til at hedde Etten-Leur
- Bilag: Vigtige dokumenter der tilhører akter eller journaler
- Et Tastatur tilhører en stationær computer